# 미국 대 모리슨 사건
미국 대 모리슨 사건(United States v. Morrison)은 미국 연방대법원의 유명판례이다. 대법원은 여성에 대한 폭력은 연방의회가 통상조항하에서 허용된 권한을 벗어나 위헌이라고 판시하였다. 이유로 규제대상이 되는 물건의 주경계선을 넘은 이동과 같은 규제대상과 주간통상과의 상당히 뚜렷한 관련성을 보여주지 못한 것이다.